# Motherwell
Motherwell (escocès: Muthwall, gaèlic escocès: Tobar na Màthar) és una gran ciutat i ex-burgh a North Lanarkshire, Escòcia, al sud-est de Glasgow. Té una població d'uns 32,120. Històricament a la parròquia de Dalziel i part de Lanarkshire, Motherwell és la seu del Consell de North Lanarkshire. Geogràficament, el riu Clyde separa Motherwell de Hamilton de l'oest mentre que South Calder Water separa Motherwell de Carfin al nord-est i New Stevenston i Bellshill cap al nord. Motherwell també està geogràficament propera a Wishaw al sud-est.

## Història

### Inicis
Una carretera romana a través del centre d'Escòcia va córrer per la vora de Motherwell del riu Clyde, creuant l'aigua de Calder sud a prop de Bothwellhaugh. En aquest recorregut es van erigir un fort i una casa de bany, però la presència romana a Escòcia no va durar molt més tard que això. Segons sembla, el nom de Motherwell prové d'un pou, el Lady Well, anteriorment dedicat a la Mare de Déu. El lloc d'aquest pou està ara marcat per una placa a Ladywell Road. El nom "Moderwelt" apareix en un mapa de Lanarkshire realitzat per Timothy Pont entre 1583 i 1611 i imprès als Països Baixos cap al 1652.
El mapa de Blaeu basat en el mapa original de Pont "Glasgow i el comtat de Lanark" c.1596 que representa a Moderwelt a l'est d'Hamelton, al sud de Clydsid i al nord del castell de Dalzel.

### Seglexix
A principis del segle xix, Motherwell era un petit llogaret, una comunitat agrícola d'unes 600 persones que vivien adjacent a la casa pairal de laird, del segle xvi, Jerviston. El llogaret va romandre raonablement petit, arribant a 1.700 persones el 1841, i es va centrar a la cruïlla entre la carretera principal seguint el Clyde, i la carretera que unia Edimburg amb Hamilton i l'oest.
Les fortunes de Motherwell van canviar radicalment en la segona meitat del segle xix. Amb l'arribada del ferrocarril el 1848, van venir la indústria i els diners. El 1881 David Colville havia obert obres d'acer i ferro; Motherwell tenia un nou subministrament d'aigua canalizada; s'havia concedit un estatus de burgh i la seva població va augmentar fins a 13.800 persones.
A finals del segle xix s'havia construït l'Ajuntament de Motherwell i l'escola secundària Dalziel, el club de futbol local havia estat fundat, i el seu estadi, Fir Park, havia estat construït.

### Segle XX i Segle XXI
A principis del segle xx, Motherwell es trobava en un gran i creixent centre industrial, una ciutat de 37.000 habitants i una gran varietat d'indústries pesades com ara municions, tramvies i components de ponts. A la dècada de 1930 la major part de la producció d'acer d'Escòcia estava a Motherwell, i pertanyia a la família Colville. El 1959, la família Colville va ser persuadida pel govern per començar a treballar amb una gran nova obra d'acer, que es convertiria en Ravenscraig. En pocs anys, Ravenscraig produïa més d'un milió de tones d'acer a l'any. Després de la nacionalització de la indústria siderúrgica, es va produir la producció a la planta, amb els forns de Motherwell que produeixen 3 milions de tones cada any.
A mitjans de la dècada de 1970, la indústria siderúrgica de Motherwell treballava amb més de 13.000 persones.
La dècada de 1980 va provocar un col·lapse catastròfic en la indústria de Motherwell. La vaga d'acer de 1980 va perdre els contractes i mercats importants de British Steel Corporation, seguida del tancament d'importants clients locals com la fàbrica de cotxes de Linwood i la fàbrica de camions de Bathgate, Ravenscraig va emprar només 3.200 persones a finals dels anys 80. Ravenscraig va tancar el 24 de juny de 1992, i va ser demolit el juliol de 1996, que va acabar amb 400 anys de producció de ferro escocès. Avui, el molí de làmines de Dalzell és tot el que queda del patrimoni industrial de Motherwell, l'acer laminat de Middlesbrough en plaques d'acer de diferents mides.
A principis del segle xxi, Motherwell havia començat a transformar-se amb la indústria del servei pròsper, l'atur a gran escala dels vint anys anteriors s'havia solucionat en gran part.

## Cultura
Motherwell va acollir el National Modd el 1983.
Strathclyde Park va acollir prèviament el gran festival de música escocesa fins a 1996, quan va ser traslladat a un camp d'aviació en desús en Balado, Kinross-shire. També ha acollit altres festivals de música com Retrofest. Els autors moderns Des McAnulty i Mark Wilson han escrit novel·les d'aclamació crítica que es basen a la ciutat (LIFE IS LOCAL, McAnulty) i la ciutat veïna de Bellshill (BOBBY'S BOY, Wilson).

## Economia
Motherwell és la seu del Consell de North Lanarkshire, que és una de les àrees d'autoritats locals més poblades d'Escòcia i de la divisió "Scotland Police Scotland". Aquestes organitzacions abasten una població total de 327,000 persones (59,000 a Motherwell i Wishaw) al llarg de les 183 milles quadrades (470 km²) de North Lanarkshire. Motherwell es va destacar com la capital de producció d'acer d'Escòcia, sobrenomenada Steelopolis, seu de David Colville & Sons durant els segles XIX i XX, amb el seu horitzó més tard dominat per la torre d'aigua i tres torres de refredament de les seves acereries Ravenscraig que tancaven 1992. La planta Ravenscraig posseïa una de les instal·lacions continus de càsting més llargs, de laminatge en calent, de producció d'acer del món abans que fos desmantellada. El tancament de Ravenscraig va marcar el final de la fabricació d'acer a gran escala a Escòcia, encara que les obres de plaques d'acer Dalzell de la ciutat continuen operades per Tata Steel Europe.
En l'última dècada, Motherwell s'ha recuperat en certa manera de l'elevada taxa d'atur i el descens econòmic provocat per aquest col·lapse de la indústria pesant. Des de llavors s'han instal·lat diversos centres de trucades i parcs empresarials com el Parc Empresarial Strathclyde a la regió. Els grans empresaris inclouen destil·ladors de whisky William Grant & Sons i el fabricant d'equips pesants Terex Trucks.
Motherwell ha estat Fairtrade Town des de gener de 2007.

## Transport

### Ferrocarril
La ciutat té tres estacions, la principal estació de ferrocarril (coneguda simplement com a Motherwell), Airbles i Shieldmuir. L'estació principal funciona a la Línia Principal de la Costa Oest de Glasgow a Londres i a la línia principal de la Costa Est de Edimburg i Newcastle, i es troba al costat del centre comercial Motherwell. Operadors de tren nacionals; Virgin Trains, CrossCountry i TransPennine Express, passen per l'estació principal, però no tots s'aturen allà. L'estació també és servida per Abellio ScotRail que proporciona serveis directes a Carstairs, Coatbridge Central, Cumbernauld, Dalmuir, Edimburg, Lanark, Milngavie i North Berwick. London North Eastern Railway també ofereix un servei diari directe entre London King's Cross i Glasgow Central que s'atura a Motherwell. L'estació més petita en el suburbi de Airbles de Motherwell només corre a la línia de Dalmuir a través de Glasgow Central Low Level i Hamilton Central; no obstant això, està més a prop del estadi del Centre Cívic i del Parc Firal que l'estació de la línia principal. Aquesta estació és servida per Abellio ScotRail.
La firma (ara extingida) d'Hurst Nelson va ser un important fabricant de material rodant de ferrocarril amb seu a la ciutat. La companyia va construir trens per al metro de Londres, així com els ferrocarrils principals.

### Carreteres
Motherwell és molt accessible, ja que està just al costat de l'autopista M74 al costat del riu Clyde. Aquest camí condueix a Cumbria a la frontera anglo-escocesa, on es converteix en el M6. També es troba a uns 5 km de l'autopista M8, entre les dues ciutats més grans d'Escòcia, Glasgow i Edimburg. En el futur, hi ha plans per construir una autovia, que recorrerà la ciutat que uneix les dues autopistes.

## Llocs d'interès

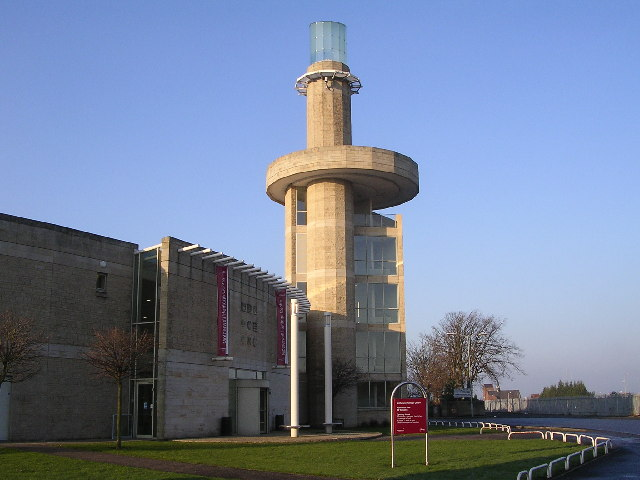
North Lanarkshire Heritage Centre

Hi ha molts llocs d'interès que han fet de Motherwell un lloc per visitar. A més del parc rural de la ciutat, el Centre del Patrimoni de North Lanarkshire, anteriorment el Centre Patrimoni de la Mare de Déu a High Road, situat al costat de l'estació de tren de la ciutat, és un edifici que mostra la història de Motherwell des de l'època romana. L'edifici també té una torre de visió a la cinquena planta, que ofereix als visitants una bona vista de la ciutat i altres parts de Lanarkshire, així com de les muntanyes tan llunyanes com Ben Lomond.
Motherwell també té un Centre Cívic, situat al costat de l'estació de policia de la ciutat i l'edifici de la seu de North Lanarkshire. Diverses pantomimes i musicals han tingut lloc a la gran sala de concerts del centre. A més, el Masters Snooker també ha estat un esdeveniment celebrat al Centre Cívic. S'han acabat les renovacions i l'edifici s'ha tornat a obrir per a empreses.
Dalzell House és un edifici situat al sud de la ciutat, just al costat del riu Clyde. Aquesta casa està protegida com un edifici catalogat de categoria A.
Una de les principals atraccions de Motherwell és el parc d'atraccions M & D's, que es troba al costat de Strathclyde Loch, al parc Strathclyde. Ara es reconeix com Parc temàtic d'Escòcia.

## Catedral de Motherwell
Un lloc principal d'interès conegut a Motherwell és la Catedral de Motherwell, una catedral catòlica romana que és l'església mare de la diòcesi catòlica romana de Motherwell. És la seu del bisbe de Motherwell i el seu bisbe actual és el bisbe Joseph Toal. La catedral està oberta al públic la majoria dels dies i es considera monument a Motherwell, ja que atreu a molts peregrins catòlics de tota la diòcesi. La catedral també és coneguda com una gran seu per a les actuacions del cor diocesà de Motherwell.

## Educació

### Escoles primàries
- Escola Primària de la Catedral
- Glencairn Primary School
- Escola primària Knowetop
- Ladywell Primary School
- Escola primària Logans
- Escola Primària Muirhouse
- Escola Primària del carrer Muir
- Escola primària de St. Bernadette
- Escola Primària de St Brendan

### Escoles secundàries
La Dalziel High School es troba a Crawford Street i té un grup escolar de prop de 1.025 alumnes. Alumnes notables de Dalziel inclouen a Motherwell, Wigan i el jugador actual de Rangers Lee McCulloch i el periodista de televisió internacional, Alan Fisher.
La Braidhurst High School, a la zona de Forgewood de Motherwell, serveix àrees com Forgewood, North Motherwell, The Globe i Jerviston. Amb un rotllo d'al voltant de 500, Braidhurst és una de les escoles secundàries més petites de Lanarkshire. L'edifici principal de l'escola va ser recentment modernitzat, amb els panells rosa i groc desactualizados substituïts per un exterior de vidre d'aspecte modern. Alumnes notables de Braidhurst inclouen Elaine C Smith (actriu), l'ex Captain de futbol nacional d'Escòcia, Gary McAllister i Tam Cowan (comediant i escriptor).
L'Institut Nostra Senyora és una escola catòlica secundària situada a Dalzell Drive, prop de l'estadi Fir Park. En un moment va ser l'escola més gran d'Europa Occidental, però el cens actual és al voltant de 700. Els antics alumnes notables de Our Lady inclouen al futbolista de Manchester City i al manager de Manchester United, Sir Matt Busby, del Celtic F.C. futbolista Billy McNeill, futbolista Stephen Pearson, futbolista del comtat de Derby Kieran Tierney Celtic F.C. i el futbolista Chris Cadden Motherwell F.C.
Altres escoles secundàries a la zona de Motherwell (pensades fora dels límits de la mateixa ciutat) inclouen Brannock High School a Newarthill, Taylor R.C. High School a New Stevenston i High School de Clyde Valley a Overtown. L'escola privada més propera és Hamilton College a Hamilton, South Lanarkshire.

### Educació superior
Hi ha un col·legi d'educació addicional a Motherwell, conegut com a Motherwell College. Va estar al costat de l'escola secundària de Our Lady's en Dalzell Drive, tot i que el 2009 es va traslladar a Ravenscraig, a uns 1 km del seu antic lloc. El rol actual d'estudiants en el nou edifici és d'aproximadament 20.000 estudiants.

## Esport

### Futbol
Motherwell Football Club es va fundar l'any 1886. Conegut com a "Steelmen" a causa de la història de la fabricació d'acer a la zona, juga a la Premiership escocesa des del seu domicili al Estadi Fir Park. Com molts clubs més petits de la zona, Motherwell lluita per atreure una gran base de fans a causa de l'atracció de "Old Firm" de Glasgow: Rangers i Celtic. L'equip atreu un suport domèstic habitual entre cinc i sis mil fanàtics. Motherwell és un dels clubs més establerts en la divisió superior del sistema de Lliga de futbol escocès, que ha estat en el primer vol contínuament des de mitjan anys 80. Una vegada més, a causa del domini del futbol escocès, la llista d'honors de Motherwell és una mica modesta. L'últim gran trofeu del club va ser la Copa Escocesa 1990-91, quan van derrotar a Dundee United 4-3 en la final. Motherwell ha classificat per al futbol europeu diverses vegades en les últimes temporades, generalment competint en les rondes de classificació de la UEFA Europa League.

### Pista de curses (Speedway)
Motherwell va acollir carreres de motos de velocitat en dos llocs. En les curses de 1930 i 1932 es va dur a terme a Airbles Road, que aviat es coneixeria com la Clyde Valley Greyhound Track i l'avió de velocitat de 1930 es coneixia com a Paragon Speedway. La iniciativa va ser dirigida per un grup de pilots que eren habituals a White City a Glasgow i coneguts col·lectivament com The Blantyre Crowd.
La pista de cursos va tornar a la ciutat en 1950 en el llavors Estadi Esportiu Parkneuk de Milton Street. Els Lanarkshire Eagles van organitzar reunions obertes de juliol a setembre de 1950. El 1951, Eagles va començar a formar part de la Lliga Nacional de Segona Divisió amb veterans ex-Glasgow Tigers Will Lowther i Joe Crowther en la línia. Van funcionar fins al final de la temporada de 1954.
El primer home va ser Derrick Close, signat pels Newcastle Diamonds en 1951, i va ser recolzat per Gordon McGregor, que era el fundador d'Eagle. Eagles també va comptar amb Aussies Keith Gurtner i Ron Phillips que es van traslladar quan Ashfield va deixar la Lliga. El popular australià Noel Watson va morir al seu país d'origen el 1953. No obstant això, a causa del seu enfocament de "no parlar mai", el favorit dels fans era Bluey (Eric) Scott, que es va unir als Eagles en 1951. El pioner Eagles va comptar amb Bill Baird A continuació, que es va convertir en l'únic pilot a cavall per als quatre equips escocesos.
Tommy Miller, una de les millors estrelles del món de la velocitat escocesa, es va unir a les Eagles el 1954 però es va traslladar a la temporada mitjana de les Bees de Coventry. Una temporada curta l'any 1958, sota l'ex-promotor de Glasgow Tigers, Ian Hoskins, va finalitzar els esdeveniments a The Stadium, però va tenir un llarg recorregut per Long Track venture i una petita pista de carreres va dur a terme quatre esdeveniments: tres a la pista llarga i una a la pista curta 1972.
Derrick Close va representar Lanarkshire Eagles i Anglaterra en la Final de Campionat del món de Speedway de 1952. Va ser el tercer pilot basat en escocesos per aconseguir aquesta proesa després de Ken Le Breton (Ashfield Giants i Austràlia) el 1949 i Jack Young (Reis d'Edimburg i Austràlia) en 1950 i 1951.

#### Carreres deGalgos
Motherwell tenia dues pistes a la ciutat. El primer va ser inaugurat el 1932 i es deia Clyde Valley Greyhound Track, que estava situat en Road de les aigües i tancat en 1959. El segon va ser l'Estadi Esportiu Parkneuk prop de Milton Street i va ser inaugurat el 1949 però tancat el 1972. [20]

### Ciclisme
Hi ha rutes de bicicleta basades en Motherwell i en el veí Strathclyde Country Park. El camí del circuit de Greenlink és un camí de ciclisme que actua com una ruta directa des del parc Strathclyde fins al centre de la ciutat de Motherwell. El camí es va formar el 2005 i es pot expandir a Ravenscraig en el futur.

### Golf
Motherwell té un camp de golf situat a la ciutat, el Club de Golf Colville Park, amb seu a Jerviston Estate, a l'antic lloc de Jerviston House (les ruïnes encara són visibles al recinte). Un segon camp de golf es troba al Dalziel Park Hotel and Golf Club.

### Hoquei
El Club d'Hoquei Motherwell i els alumnes de l'escola secundària de Dalziel High School (D.H.S.F.P) són un club d'hoquei sobre el terreny ubicat a les parcel·les d'hoquei astroturf al Parc Dalziel.

### Atletisme
L'atletisme és un esport comú a Motherwell, ja que la ciutat compta amb diversos clubs d'atletisme en diferents llocs. El club principal, Motherwell Athletics Club, es troba al gimnàs Boathouse a Strathclyde Country Park. En els últims anys, hi ha hagut instal·lacions esportives de primer nivell construïdes als afores de la ciutat, el primer parc de Dalziel i el recinte esportiu Ravenscraig, amb aquest últim amb una pista d'atletisme coberta d'alta categoria. La instal·lació esportiva a la nova ciutat de Ravenscraig serà un dels llocs principals dels Jocs Infantils Internacionals 2011 a Lanarkshire i actualment acull esdeveniments d'atletisme.

## Recreació

### Parc Strathclyde
El parc de Strathclyde Country conté moltes instal·lacions esportives i de lleure i també té llocs per a observadors d'ocells i pescadors. A més del parc temàtic M & D's, també hi ha boscos i zones de pastures ideals per passejar i passejar tranquil·lament. Les excavacions al parc han revelat un lloc d'interès arqueològic que inclou un mosaic romà, una casa de bany romana i un pont (actualment tancat per motius de salut i seguretat). El Parc de Strathclyde també està situat al lloc de l'antic poble miner, Bothwellhaugh, amb gran part de la ciutat submergida després de l'abandonament.

## Esdeveniments
La ciutat va acollir els Jocs de la Commonwealth de 2014 i els Jocs Infantils Internacionals 2011. Va allotjar l'esdeveniment Triatló en ambdós. Anteriorment era un lloc per als esdeveniments de rem en els Jocs de la Commonwealth de 1986.